# Vitalis von Salzburg

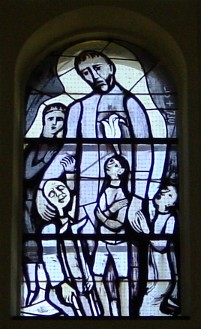
Kirchenfenster gestaltet von Martin Häusle in der Pfarrkirche Liesing

Vitalis († 20. Oktober vor 728) war ab 716 als Nachfolger des hl. Rupert Bischof in Salzburg und Abt des Klosters Sankt Peter. Er gilt als „Apostel des Pinzgaues.“

## Leben
Vermutlich hat Vitalis die Missionstätigkeit Ruperts vor allem im heute zu Salzburg gehörenden Pinzgau weitergeführt und hierzu mehrere Mönchszellen in Zell am See gegründet. Er war der kirchlichen Tradition zufolge ein äußert gewissenhafter Oberhirte, der in seinem Volk sehr geschätzt war. Unter seiner Herrschaft erhielt Salzburg vom Baiernherzog Hugbert den Ort Henndorf und die Waldungen bis zur Fischach.
Das Verbrüderungsbuch des Stiftes St. Peter bringt vor Vitalis als Abt des Stiftes St. Peter zuvor noch Abt Anzogolus, was damit übereinstimmt, dass Rupert nicht in Salzburg, sondern vermutlich in Worms gestorben ist. Unklar bleibt aber, warum vor Bischof Johannes I. fünf Äbte in St. Peter aufscheinen, aber nur zwei davon auch Bischöfe waren (Abt Anzogolus, Abtbischof Vitalis, Abt Sauolus, Abt Izzio und Abtbischof Flobigris). Möglicherweise waren jene Äbte, die nicht als Abtbischof bezeichnet werden, Klostervorsteher, die nur kurzfristig als bischöfliche Administratoren tätig waren.
Vitalis gilt als Patron des Pinzgaus ("Apostel der Pinzgauer"), der Kinder und der schwangeren Frauen. Seine heute bestehende Grabplatte im Stift Sankt Peter entstand 1497, ihr heutiges Aussehen erhielt die Stätte 1762. Einer Legende zufolge geht auf ihn das Lilienwunder zurück, welches besagt, dass eine Lilie aus einem Stein wuchs. In der Kunst wird er mit Herz und Lilie dargestellt.
Das Kanonisierungsverfahren für Vitalis wurde zwischen 1459 und 1462 eingeleitet; eine Heiligsprechung erfolgte jedoch nicht förmlich. Auch eine 1519 vorgenommene Prüfung führte nicht zum Ziel. 1628 gestattete schließlich Papst Urban VIII. die Verehrung des Bischofs in der Erzdiözese Salzburg. Sein Festtag ist der 20. Oktober.

## Verehrung und Patrozinien
Kirchen:
- Pfarrkirche Salzburg-St. Vitalis, Kendlersiedlung, Stadt Salzburg[1]

Sonstiges:
- St.-Vitalis-Straße, Straße